# Hello Kitty

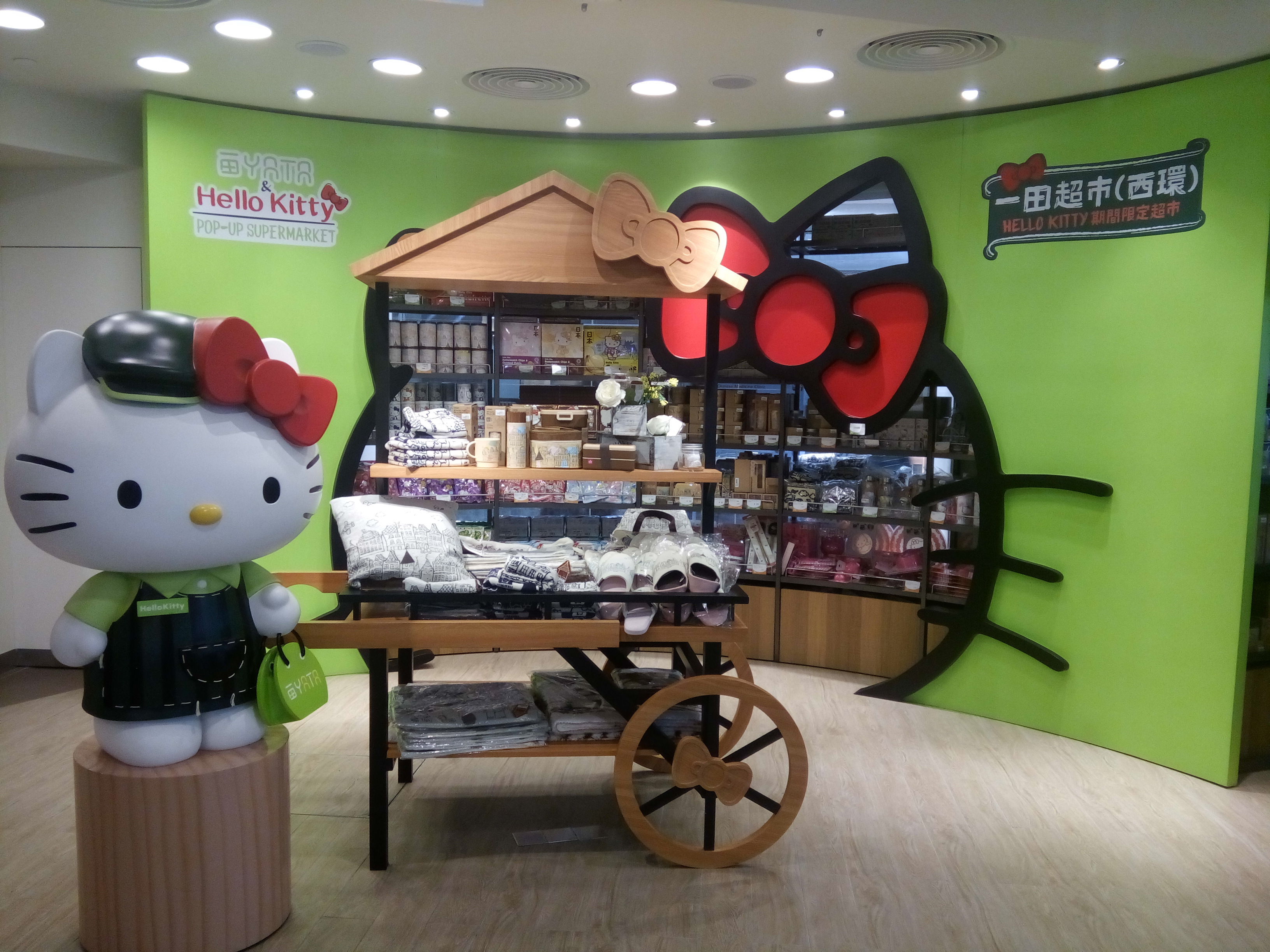
Hello Kitty jako reklama stoiska handlowego

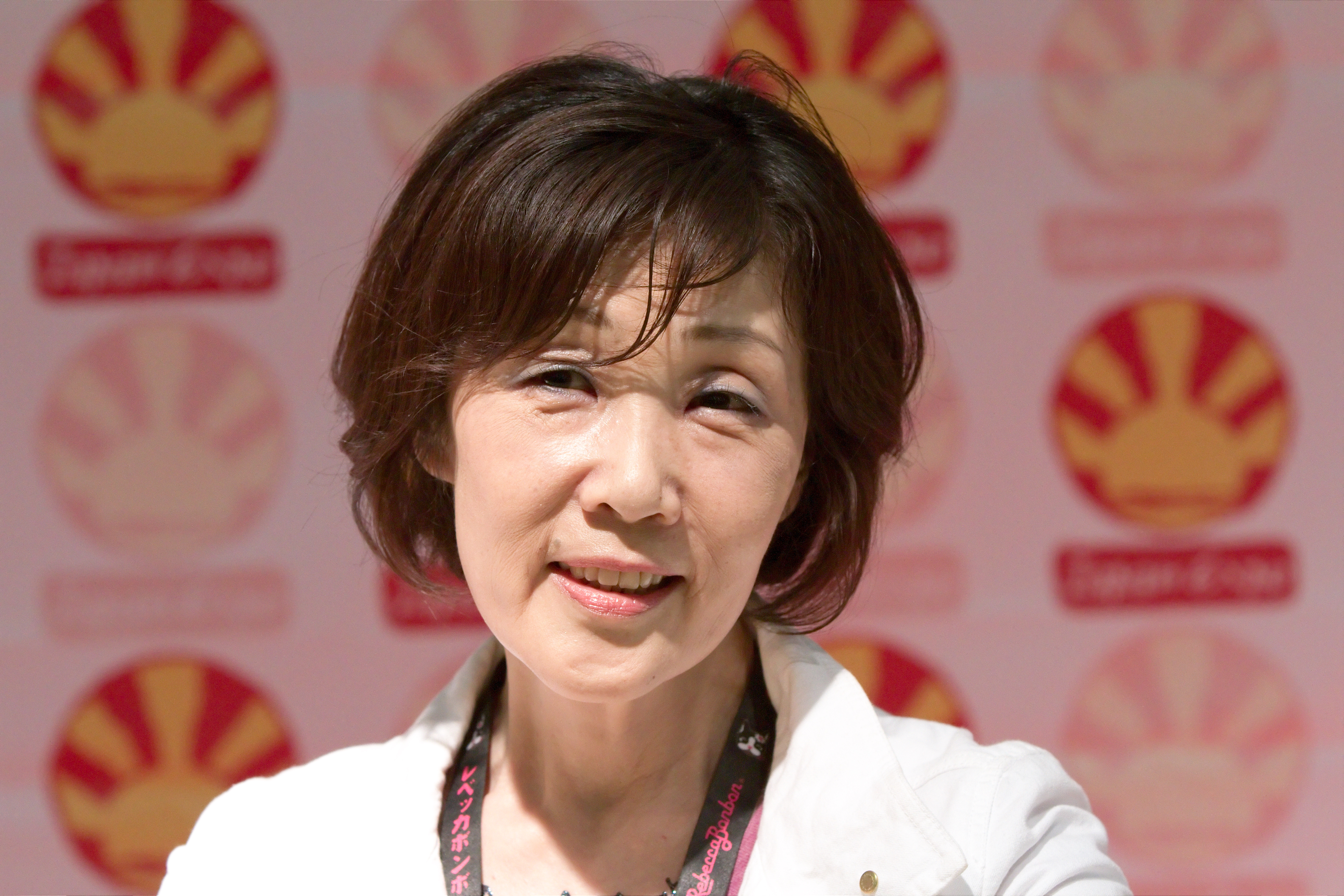
Yūko Shimizu, twórczyni postaci Hello Kitty

Hello Kitty (jap. ハローキティ Harō Kiti) – postać wymyślona przez japońską spółkę Sanrio w 1974 roku. Jest bohaterką filmów animowanych i gier komputerowych oraz ozdobą wielu gadżetów. Jej wizerunek pojawił się po raz pierwszy na małej, plastikowej portmonetce. Cieszy się dużą popularnością w Japonii i Korei. 

## Rodzina Hello Kitty
- Kitty White – główna bohaterka. Jest mylnie uważana za kota domowego rasy japoński bobtail. Nosi czerwoną kokardkę na uchu, chodzi na dwóch nogach i ma własnego kotka – Charmmy Kitty. Wedle słów samej twórczyni Hello Kitty jest małą dziewczynką, Brytyjką, mieszkającą na przedmieściach Londynu[1].
- Mimmy White – siostra bliźniaczka głównej bohaterki. Różni się tym, że nosi żółtą kokardkę na prawym uchu i jest mniej popularna od swojej siostry.
- Mama – Mary White. Jest bardzo miła, świetnie gotuje, a jej specjalność to szarlotka.
- Tata – George White. Często zamyślony z głową w chmurach, ma duże poczucie humoru i pali fajkę.
- Dziadek – Anthony White. Jest bardzo mądry, a jego hobby to malowanie.
- Babcia – Margaret White. Lubi haftować i robić dla swoich wnuczek budyń.
- Dear Daniel – Daniel Starr, przyjaciel Hello Kitty. Podróżuje po Afryce wraz ze swoim ojcem, który jest fotografem.

### Inne produkty
Oprócz zabawek dla dzieci producent Hello Kitty oferuje także produkty dla młodzieży, m.in. koszulki o nazwie „Demon” z wizerunkiem Hello Kitty i z napisem „Lick it up”, co jest efektem współpracy z heavymetalowym zespołem Kiss.